# Jean-Claude Baulu
Pour les articles homonymes, voir Baulu.
Jean-Claude Baulu est un footballeur français né le 15 juin 1936 à Courbevoie et décédé le 23 octobre 2020 à Auxerre.

## Biographie
Il évolue comme attaquant à Valenciennes puis Saint-Étienne. Avec les Verts, il remporte la Coupe de France en 1962 et le championnat en 1964. 
Il termine sa carrière de joueur professionnel à l'Olympique de Marseille en 1964-1965, alors que le club de la cité phocéenne évolue en Division 2.
C'est en Coupe de France que va arriver son heure de gloire le 13 mai 1962 en finale de la Coupe de France à Colombes.
Pour cette finale l'ASSE, pour la première année de présidence d'un certain Roger Rocher, est en finale contre Nancy. Gagner cette finale sera la seule manière de rendre la saison agréable, car le club descend en deuxième division.
Jean-Claude Baulu sera le seul buteur de cette finale inscrivant le but libérateur à la 86e minute donnant ainsi la première coupe de France de son histoire à l'ASSE.
Il a ensuite entraîné Chablis, Toucy et les 18 B de l'AJA Auxerre en 2002-2003 à 68 ans.

## Palmarès
- Champion de France D1 en 1964 (avec l'AS Saint-Étienne)
- Vainqueur de la Coupe de France en 1962 (avec l'AS Saint-Étienne)
- Champion de France D2 en 1963 (avec l'AS Saint-Étienne)
- Finaliste de la Coupe Charles Drago en 1959 avec l'US Valenciennes-Anzin
- Sélectionné deux fois avec l'équipe de France de deuxième division en 1962 et 1963.